# Vatnajökull

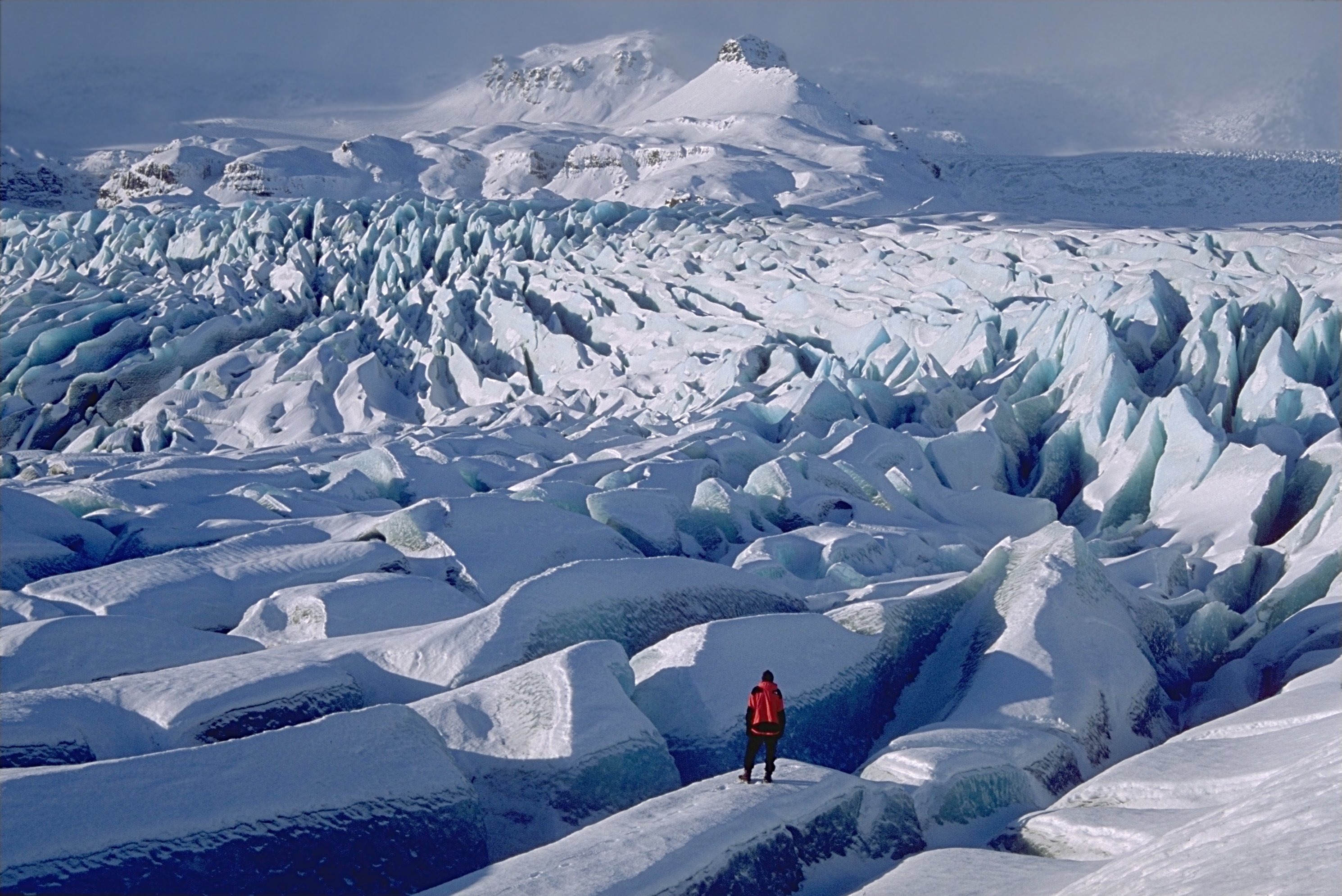
Breiðamerkurjökull

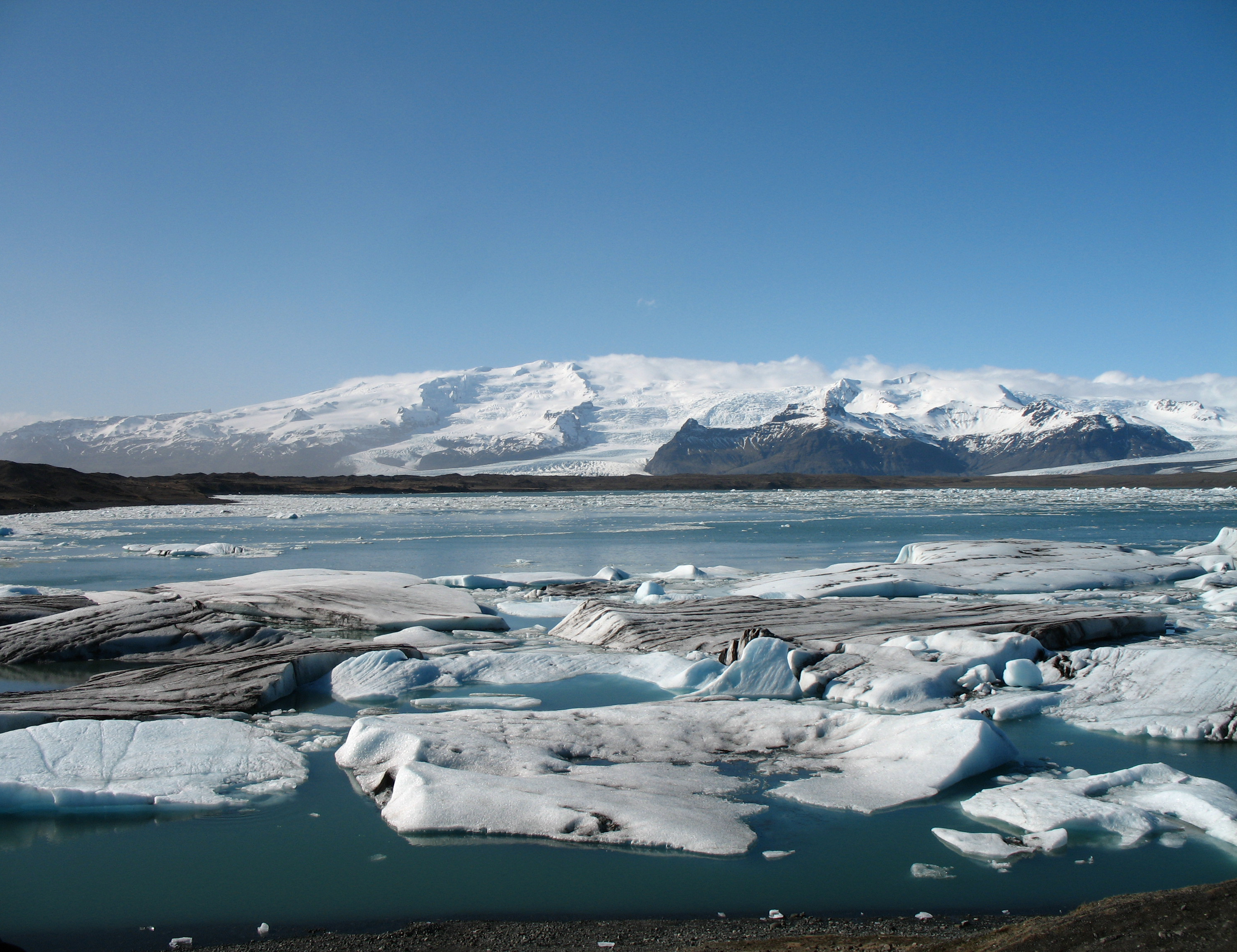
Jökulsárlón

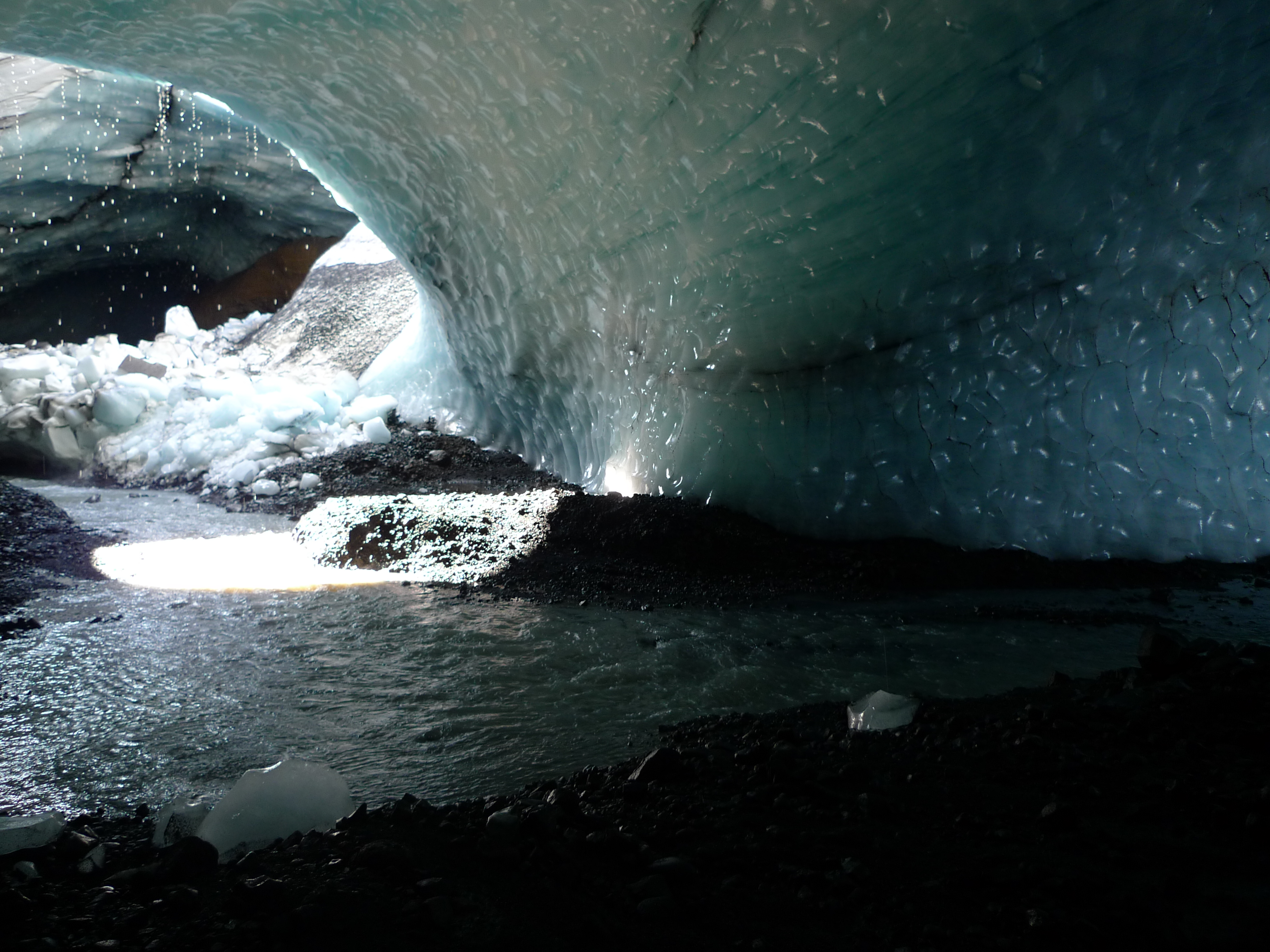
Kverkfjöll

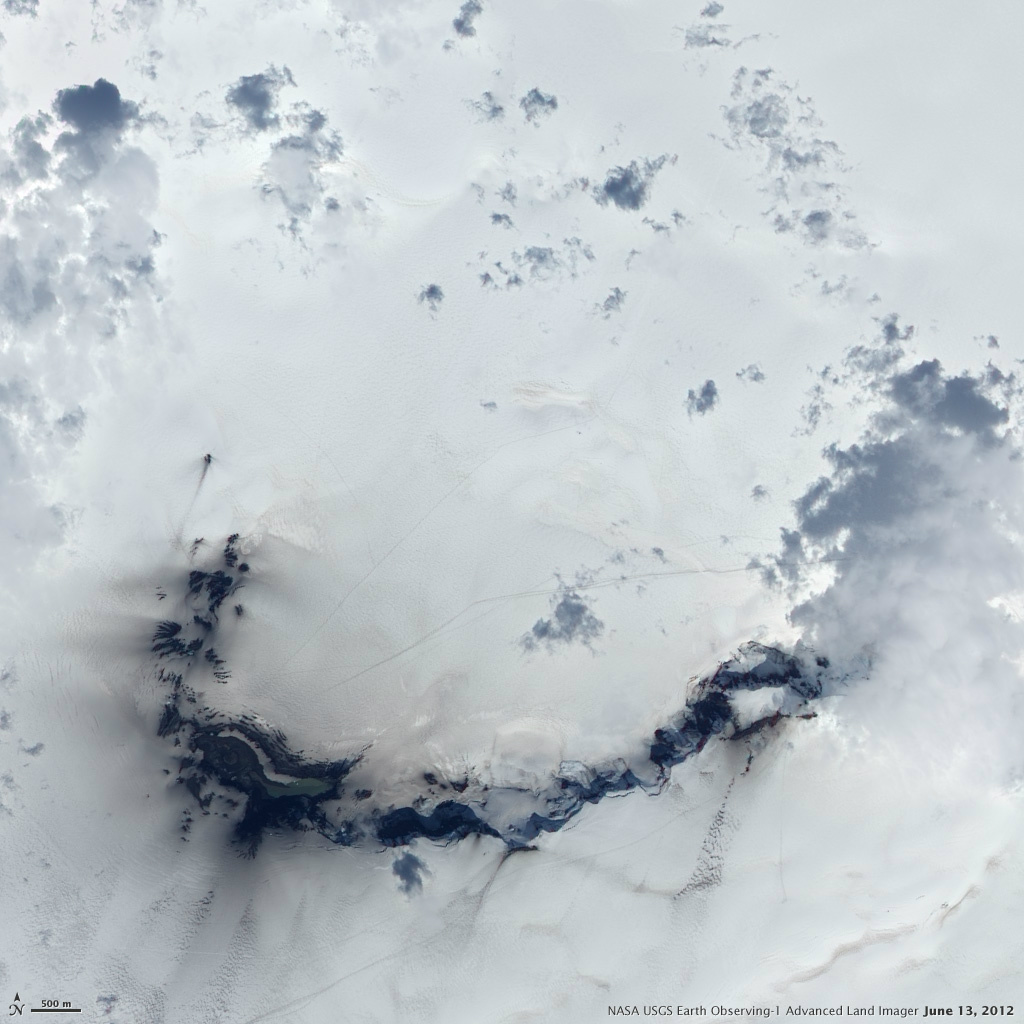
Grímsvötn

Vatnajökull – lodowiec w południowo-wschodniej części Islandii na terenie parku narodowego Vatnajökull.
Ma formę czapy lodowej i zajmuje powierzchnię 7800 km² (stan na 2018 rok), co czyni go największym lodowcem Islandii i jednym z największych w Europie. Z lodowca wypływa większość większych rzek na wyspie, a pod jego kopułą skrywają się jedne z najbardziej aktywnych wulkanów Islandii.

## Nazwa
Vatnajökull to połączenie słów jökull (pol. lodowiec) i vatna (pol. woda). Nazwa pochodzi od licznych jezior subglacjalnych, tworzących się wskutek podlodowcowej działalności wulkanicznej.

## Opis
Lodowiec znajduje się w południowo-wschodniej części Islandii. Zajmuje powierzchnię 7800 km² (stan na 2018 rok), co czyni go największym lodowcem Islandii i jednym z największych w Europie.
Ma formę czapy lodowej, która zaczęła się formować ok. 4000 BP. Czapa zajmuje prawie 8% powierzchni Islandii (stan na 2018 rok) a zmagazynowana w niej woda równa się ilości wody z opadów jakie wyspa otrzymuje przez 17 lat.
Czapa jest największą pod względem objętości w Europie i drugą w Europie pod względem zajmowanej powierzchni po lodowcu Austfonna w norweskim Svalbardzie. Zawiera 3200 km³ lodu – tyle lodu starczyłoby by pokryć całą powierzchnię wyspy warstwą o grubości 30 m.
Średnia grubość lodowca to 400–500 m a maksymalna to 950 m. Vatnajökull wznosi się na ponad 2000 m n.p.m. a jego najwyższy punkt Hvannadalshnjúkur (2110 m n.p.m.) jest zarazem najwyższym szczytem Islandii. Najniższy punkt lodowca to 300 m p.p.m. – pod nim znajdują się dwa najbardziej aktywne wulkany Skeiðarárjökull i Breiðamerkurjökull.
W 2008 roku dla ochrony lodowca, wulkanów i okolicznych terenów utworzono Park Narodowy Vatnajökull.
Czapa jest wrażliwa na zmiany klimatyczne. Od końca XIX w. czapa straciła ok. 10% swojej objętości. Proces topnienia przyspieszył w XXI w., ujmując kolejne 3% z objętości lodowca.

### Budowa lodowca
Czapa jest lodowcem umiarkowanym, tj. lód ma temperaturę bliską temperaturze topnienia. Zbudowana jest z czasz lodowych, strumieni lodowych i licznych lodowców wyprowadzających. Główne czasze to: Kverkfjöll na północnej krawędzi czapy, Breiðabunga na wschodzie, Háabunga pośrodku oraz Bárðarbunga i Grímsfjall w części zachodniej.
Strome lodowce wyprowadzające płyną na południe i na wschód, opadając do wysokości 50–100 m n.p.m. Łagodniejsze i szersze lodowce wyprowadzające płyną na zachód i na północ, zatrzymując się na wysokości 600–800 m n.p.m.. Od początku XXI w. przy lodowcach wyprowadzających na południu tworzą się nowe jeziora proglacjalne a te już istniejące powiększają się.
Największym lodowcem wyprowadzającym na południu jest Skeiðarárjökull o powierzchni 1380 km². Jego sandr – Skeiðarársandur – jest największym na świecie stożkiem napływowym przed aktywnym lodowcem. Osady nagromadziły się tu przez ostatnie 10 tysięcy lat naniesione przez rzeki lodowcowe i w trakcie jökulhlaupów – powodzi glacjalnych, których odnotowano 40.
Lodowiec wyprowadzający Breiðamerkurjökull cieli się do Jökulsárlón – największego jeziora proglacjalnego na Islandii, które połączone jest z oceanem wąskim, głębokim kanałem. Breiðamerkurjökull jest jedynym lodowcem Islandii, który cieli się do wód oceanicznych.
Na północy, Kverkfjöll i lodowiec wyprowadzający Kverkfjöll dzielą czapę na dwa płaskie lodowce wyprowadzające: Dyngjujökull (o powierzchni 1000 km²) na zachodzie i Brúarjökull (1600km²) na wschodzie – największy lodowiec wyprowadzający Vatnajökull. Brúarjökull tworzy jedną piątą całej powierzchni czapy lodowej i jest najszerszym i najbardziej płaskim lodowcem wyprowadzającym na Islandii. Jego średnia grubość to 445 m a całkowita objętość szacowana jest na 728 km³.
Po czapą znajdują się aktywne wulkany, co powoduje topnienie lodu – z lodowca wypływają rzeki, z których największe to Thjórs, Skjálfandafljót, Jökulsá á Fjöllum i Jökulsá á Fljótsdal.

### Wulkany
Zachodnia część Vatnajökull przykrywa system szczelin wulkanicznych Grzbietu Śródatlantyckiego, który przebiega w poprzek Islandii. Pod lodem znajdują się następujące wulkany (w nawiasie podano datę ostatniej aktywności): Barðarbunga (2014–2015), Kverkjöll (1400 BP), Hamarinn (XVIII w.), Grímsvötn (2011), Þórðarhyrna (1903), Esjufjöll (szac. 1927) i Öræfajökull (1727).